# Janowiec Wielkopolski
Janowiec Wielkopolski (deutsch Janowitz, 1939–43 Jannowitz, seit 18. Mai 1943
Jannowitz (Wartheland)) ist eine Stadt in der polnischen Woiwodschaft Kujawien-Pommern. Sie ist Sitz der gleichnamigen Stadt-und-Land-Gemeinde mit etwa 9100 Einwohnern. 

## Geographische Lage
Die Stadt liegt in der historischen Region Posen, an der Welna, einem rechten Nebenfluss der Warthe, etwa 60 Kilometer südwestlich von Bromberg und 20 Kilometer südwestlich von Znin.

## Geschichte

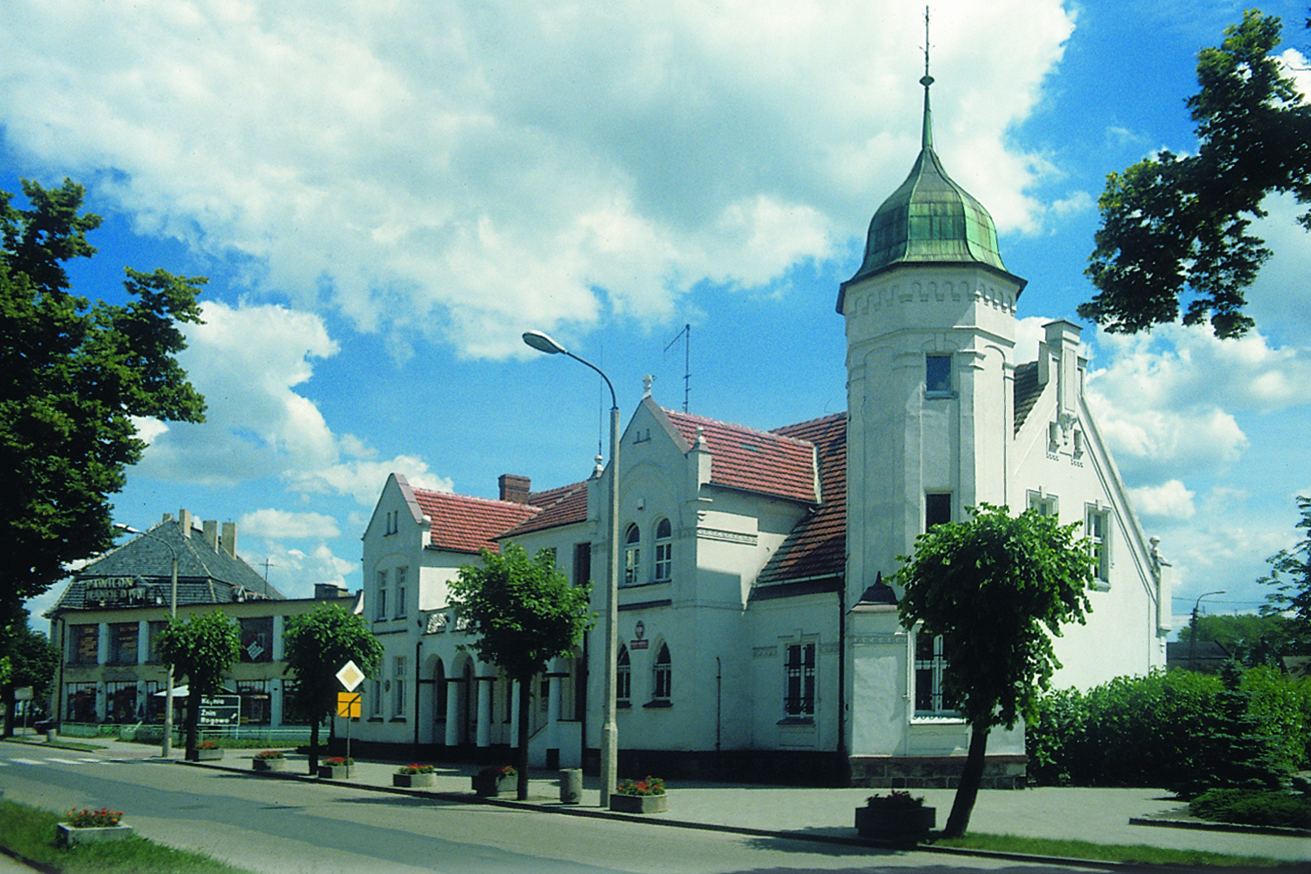
Rathaus

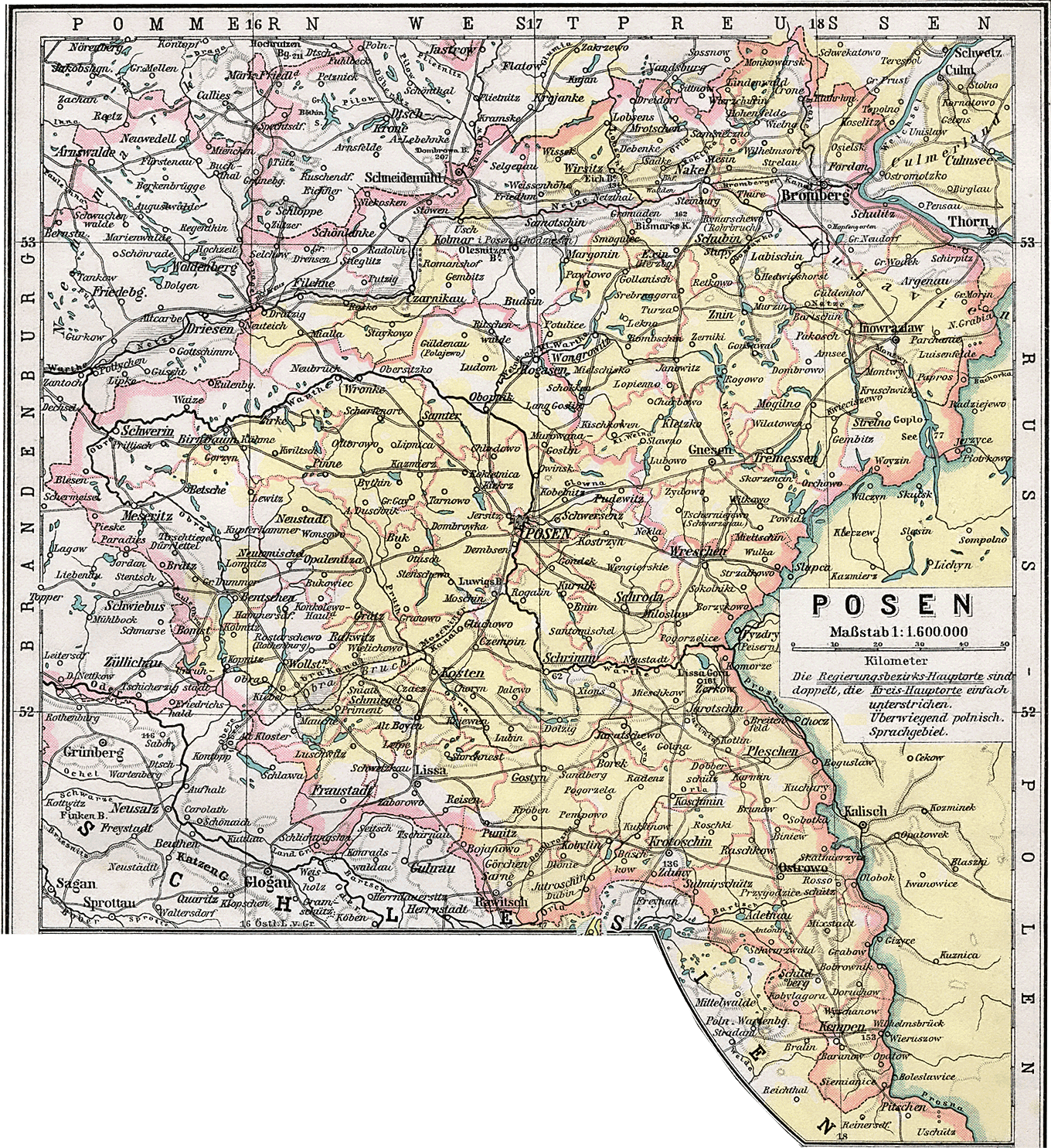
Jannowitz (Janowitz), nordöstlich der Stadt Posen und südwestlich der Städte Bromberg und Znin, auf einer Landkarte der Provinz Posen von 1905 (gelb markierte Flächen kennzeichnen Gebiete mit seinerzeit mehrheitlich polnischsprachiger Bevölkerung)

Die erste urkundliche Erwähnung des Ortes stammt aus dem Jahr 1295 als Janow Młyn. In der Urkunde erlaubt der großpolnische Herzog Przemysław II. dem Ritter Wojciech, Sohn von Jan die Anlage der Siedlung nach deutschem Recht. 1458 erhielt Janowiec Wielkopolski Stadtrecht.
Bei der Zweiten Teilung Polens kam die Stadt 1793 an Preußen und 1807 infolge des Tilsiter Friedens an das Herzogtum Warschau. Vom Wiener Kongress 1815 bis zum Großpolnischen Aufstand 1918/19 gehörte Janowitz dann abermals zu Preußen. 
Im Jahr 1919 gehörte die Stadt Janowitz zum Kreis Znin im Regierungsbezirk Bromberg der preußischen Provinz Posen im Deutschen Reich.
Nach dem Ersten Weltkrieg musste die Stadt aufgrund der Bestimmungen des Versailler Vertrags am 10. Januar 1920 an die Zweite Polnische Republik abgetreten werden.
Im Zweiten Weltkrieg wurde die Stadt 1939–45 von der deutschen Wehrmacht besetzt und zusammen mit der Region völkerrechtswidrig in das Reichsgebiet eingegliedert. Die Region mit der Stadt wurde im Januar 1945 von der Roten Armee erobert und kurz danach von der Sowjetunion der Volksrepublik Polen zur Verwaltung überlassen.

### Demographie
| Jahr | Einwohner | Anmerkungen |
| ---- | --------- | --- |
| 1800 | 0293      | Stadt mit 44 Wohnhäusern und zwei katholischen Kirchen, Einwohner sind meist Polen, darunter 44 Juden                                                                         |
| 1816 | 0258      | Stadt, davon 33 Evangelische, 165 Katholiken und 60 Juden; nach anderen Angaben 42 Wohngebäude und 298 Einwohner, darunter 16 Lutheraner, 238 Katholiken und 44 Juden         |
| 1818 | 0298      | Stadt |
| 1821 | 0314      | in 44 Privatwohnhäusern |
| 1826 | 0340      | Ackerstädtchen, mit einer katholischen Kirche und 45 Häusern |
| 1837 | 0471      | Stadt mit 40 Häusern, einer katholischen Kirche und einer Synagoge |
| 1843 | 0558      | [ 3 ] |
| 1852 | 0613      | Stadt |
| 1858 | 0683      | [ 3 ] |
| 1861 | 0704      | [ 3 ] |
| 1867 | 0707      | am 3. Dezember |
| 1871 | 0645      | davon 113 Evangelische, 343 Katholiken und 189 Juden |
| 1885 | 0801      | am 1. Dezember, davon 97 Evangelische, 486 Katholiken und 218 Juden |
| 1905 | 1891      | am 1. Dezember, darunter 389 mit deutscher Muttersprache (333 Evangelische und 56 Katholiken) und 1358 mit polnischer Muttersprache (sämtlich Katholiken); außerdem 139 Juden |
| 1910 | 2266      | am 1. Dezember, davon 570 mit deutscher Muttersprache (390 Evangelische, 43 Katholiken und 131 Juden) und 1680 mit polnischer Muttersprache (sämtlich Katholiken)             |

## Gemeinde
Zur Stadt-und-Land-Gemeinde (gmina miejsko-wiejska) Janowiec Wielkopolski gehören die Stadt und 22 Dörfer mit Schulzenämtern.

## Verkehr

### Eisenbahn
Janowiec hat einen Bahnhof an der Bahnstrecke Oleśnica–Chojnice, die aktuell nur im Güterverkehr betrieben wird. 

### Fernstraßen
Die Stadt liegt abseits von Landes- oder Woiwodschaftsstraßen. Etwa zwölf Kilometer östlich verläuft die Europastraße 261, zugleich Landesstraße DK5.

### Luftverkehr
Die nächstgelegenen beiden internationalen Flughäfen sind der Posen in südwestlicher und der Bydgoszcz in nordwestlicher Richtung. Beide sind etwa 50 Kilometer von Janowiec Wielkopolski entfernt.